# يني آسيا
يني آسيا (بالتركية: Yeni Asya)‏ هي صحيفة وطنية تصدر في تركيا . ومن المعروف باسم جهاز النشر لمجتمع النور. وتحت الشعار عبارة لسعيد النورسي "مفتاح حظ آسيا هو الشورى والمجالس". 